# Mountain Lakes
Mountain Lakes é um distrito localizado no estado americano de Nova Jérsei, no Condado de Morris.

## Demografia
Segundo o censo americano de 2000, a sua população era de 4256 habitantes.
Em 2006, foi estimada uma população de 4343, um aumento de 87 (2.0%).

## Geografia
De acordo com o United States Census Bureau tem uma área de
7,5 km², dos quais 6,9 km² cobertos por terra e 0,6 km² cobertos por água.

## Localidades na vizinhança
O diagrama seguinte representa as localidades num raio de 12 km ao redor de Mountain Lakes.